# Tochigi
Tochigi (栃木市, Tochigi-shi, llegit en català com a Tochigui) és una ciutat i municipi de la prefectura de Tochigi, a la regió de Kanto, Japó. Tochigi és el tercer municipi amb més població de la prefectura del mateix nom deprés d'Utsunomiya i d'Oyama, a més, va ser capital prefectural des de 1871 fins al 1884. La ciutat és coneguda pel seu barri d'estil del període Tokugawa com a "la petita Edo de Tochigi".

## Geografia
El municipi de Tochigi està situat a la part més meridional de la prefectura de Tochigi, limitant amb les prefectures d'Ibaraki i Gunma al sud-est. Al sud del terme municipal, l'embalsament de Yanaka, que té aigua del riu Watarase, és utilitzat com a lloc esportiu amb vaixells recreatius i windsurf. Des de juny del 2012, el riu ha estat inclòs a la llista del conveni de Ramsar. El terme municipal de Tochigi limita amb els de Kanuma i Mibu al nord; amb Sano a l'oest; amb Nogi, Shimotsuke i Oyama a l'est; amb Koga a la prefectura d'Ibaraki i amb Itakura, a la prefectura de Gunma, al sud.

## Història
Durant el període Tokugawa, Tochigi va prosperar gràcies a la seua situació al costat del riu Uzuma, afluent del riu Tone, que anava fins a Edo. Els enviats pel bakufu Tokugawa per tal de retre culte als santuaris i temples de Nikkō utilitzaven la zona on ara hi és la ciutat com a lloc de parada i descans. Gran part del territori actual de la ciutat era aleshores territori de propietat del clan Tokugawa i el seu bakufu, tot i que el petit i irrellevant feu de Fukiake es trobava als límits de l'actual terme municipal de Tochigi.
Amb l'arribada de l'era Meiji, la dissolució de la província de Shimotsuke i la creació de la nova prefectura de Tochigi, la ciutat va esdevindre capital prefectural des de 1871 fins 1884, quan la capital va passar a ser la ciutat d'Utsunomiya. L'1 d'abril de 1937 l'aleshores vila de Tochigi rep la categoria de ciutat.
El 30 de setembre de 1954, Tochigi va absorbir els pobles d'Ômiya, Minagawa, Fukiage i Terao, tots ells del districte de Shimotsuga. Pocs anys després, el 31 de març de 1957 també va absorbir el poble de Kôô, també del districte de Shimotsuga. El 29 de març de 2010, la ciutat absorbeix també les viles de Fujioka, Ôhira i Tsuga, totes elles del districte de Shimotsuga. Més tard, l'1 d'octubre de 2011 els municipis absorbits van ser la vila de Nishikata, a l'ara desaparegut districte de Kamitsuga i la vila d'Iwafune, al districte de Shimotsuga, el 5 d'abril de 2014.

## Política i govern

### Alcaldes
En aquesta taula només es reflecteixen els alcaldes democràtics, és a dir, des de l'any 1947. En el cas concret de Tochigi, la llista comença el 2010, quan es fundà la ciutat actual.
| Alcalde        | Inici del mandat | Fi del mandat | Partit | Partit |
| Toshimi Suzuki | 2010             | 2018          |        | Ind    |
| Hideko Ōkawa   | 2018             | -             |        | PLD    |

## Demografia
| 1920    | 1930    | 1940    | 1950    | 1960    | 1970    | 1980    |
| ------- | ------- | ------- | ------- | ------- | ------- | ------- |
| 110.209 | 117.833 | 120.583 | 156.029 | 147.499 | 152.125 | 168.423 |
| 1990    | 2000    | 2010    | 2020    | 2030    | 2040    | 2050    |
| 174.717 | 171.751 | 164.033 | 154.616 | -       | -       | -       |

## Transport

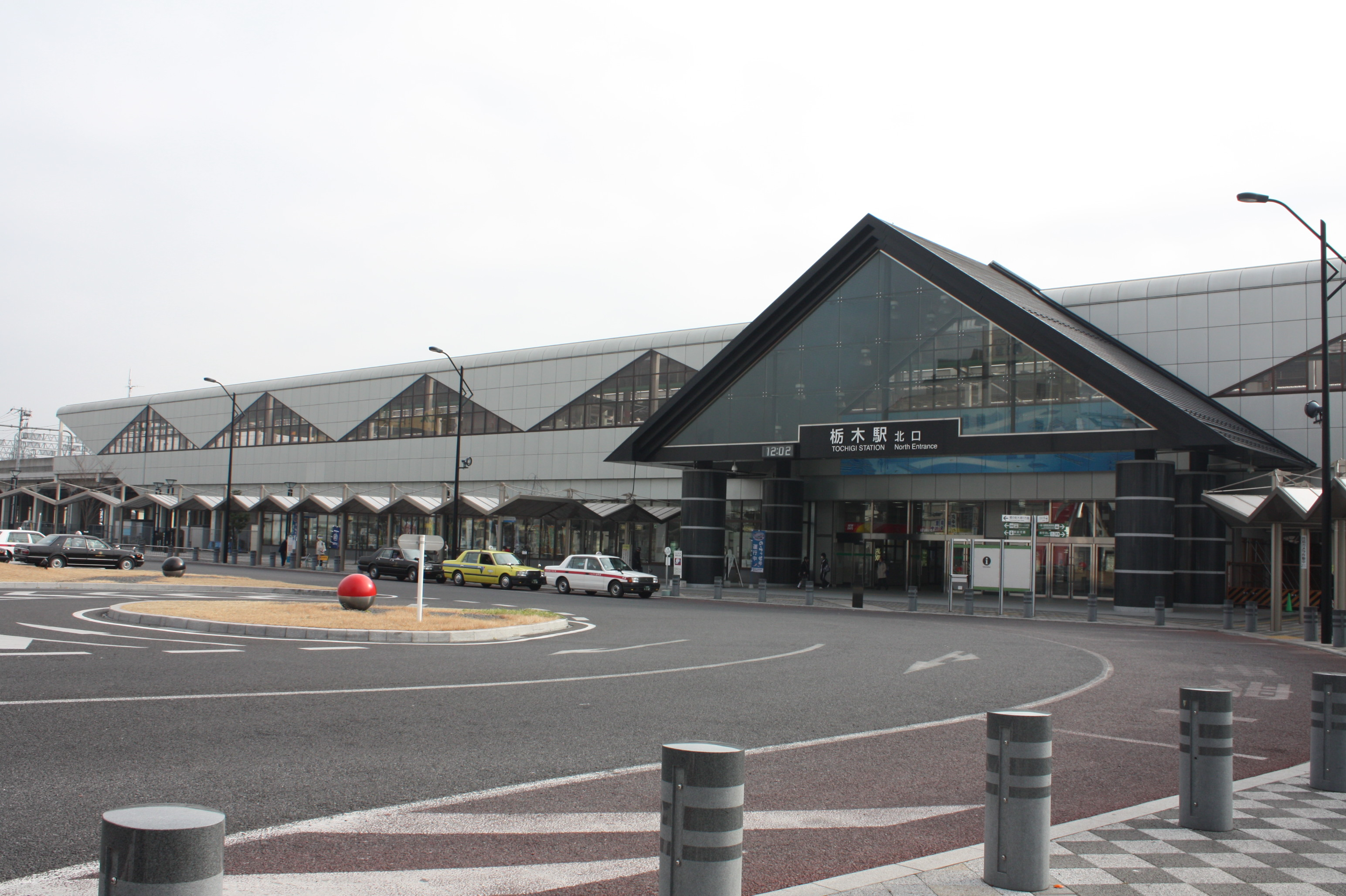
Estació de Tochigi

### Ferrocarril
- Companyia de Ferrocarrils del Japó Oriental (JR East)
  - Tochigi - Ôhirashita - Iwafune
- Ferrocarril Tōbu
  - Fujioka - Shizuwa - Shin-Ōhirashita - Tochigi - Shin-Tochigi - Kassenba - Ienaka - Tōbu-Kanasaki - Yashū-Hirakawa - Yashū-Ōtsuka

### Carretera
- Autopista de Tōhoku - Autopista del Nord de Kantō (Kita-Kantō)
- Nacional 50 - Nacional 293

## Ciutadans il·lustres
- Yuriko Handa, esportista olímpica.